# Terp Tjitsma

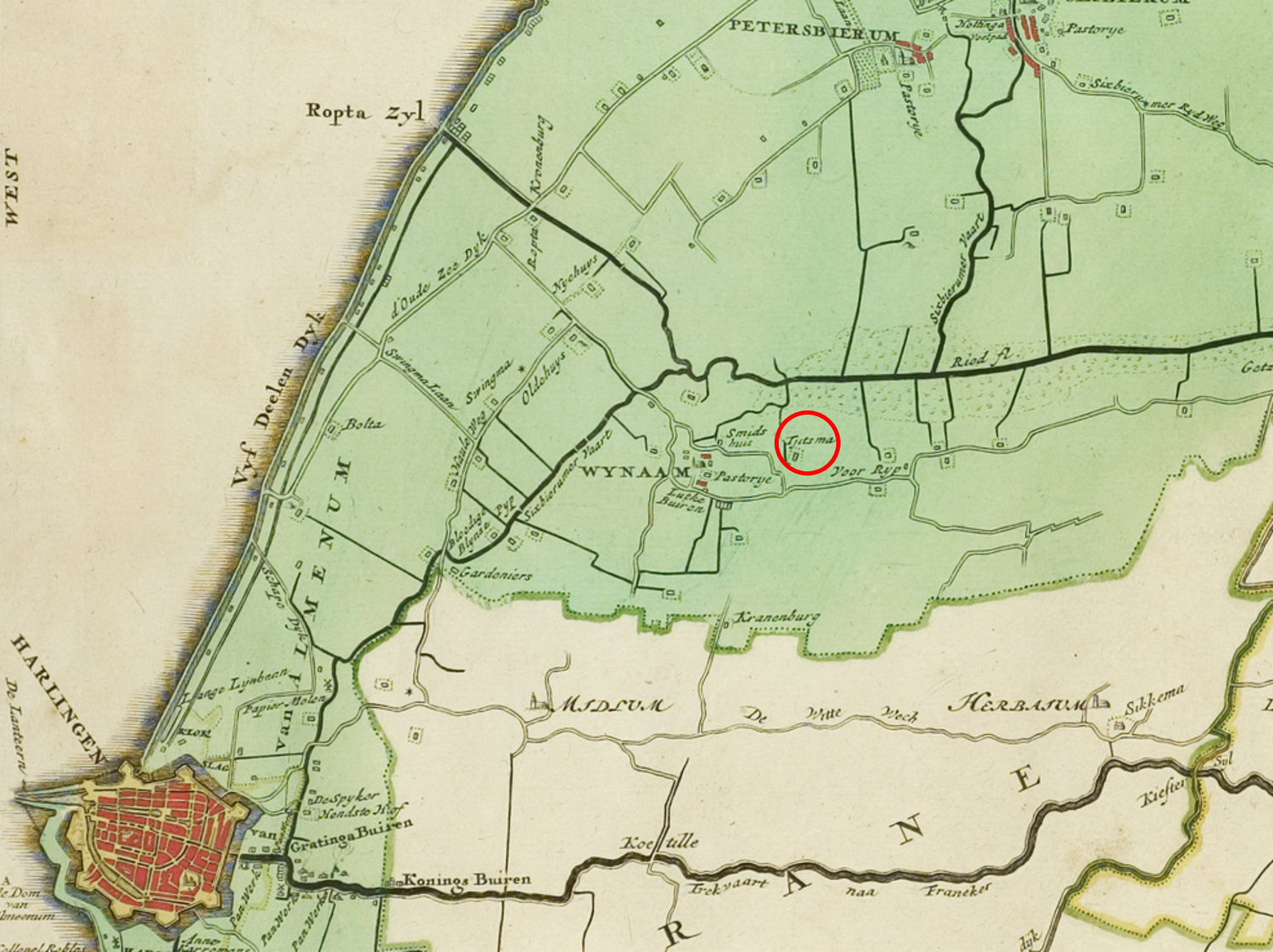
Terp Tjitsma in cirkel op uitsnede kaart Barradeel van Schotanus 1718

Van de reeks terpen langs de Ried tussen Wijnaldum en Getswerdersyl werd terp Tjitsma de belangrijkste. In de vroege middeleeuwen was Wijnaldum (terp Tjitsma), in de buurtschap Voorrijp een levendig politiek centrum, een koninkrijk dat met andere koninkrijken langs de Noordzeekusten intensieve contacten onderhield.. De opgravingen tussen 1991 en 1993 leverden een schat aan materiaal op, dat door diverse wetenschappers in de decennia daarna is onderzocht en waarover is gepubliceerd. In 2016 en 2018 werd een veldonderzoek vanaf de oppervlakte uitgevoerd. Dit leverde aanvullende informatie op die deels de conclusies op grond van de opgravingen ondersteunde, maar op enkele punten ook tot nieuwe inzichten leidde. 

## De terp
De terp Tjitsma is onderdeel van een serie terpen langs de Ried tussen Wijnaldum en Berlikum, die zijn ontstaan toen de Ried nog een getijdengeul was. De serie bestaat uit drie clusters bij respectievelijk Wijnaldum, Dongjum en Berlikum. De Wijnaldumcluster omvat ten minste zeven terpen. Tjitsma ligt oostelijk van het dorp en bestaat uit drie terpterreinen. De naam van de terp is ontstaan nadat Epe Liauckema in 1507 van zijn moeder Tiets Sickes te Nyenhuis een sate in Wijnaldum erfde die hij Tietse sate noemde. De naam is in 1535 voor het eerst schriftelijk vastgelegd.
In de eerste eeuw BC begon de vorming van de terp Tjitsma op de kwelderlagen die vanaf ongeveer 150 BC op de wadlagen waren ontstaan. Al voor 175 AD werd er een ringdijkachtige structuur aangelegd. Daarmee werden in de zomer de akker- en hooilanden tegen het water beschermd. Na overstromingen in de winter werd binnen de ringdijk het sediment vastgehouden, waardoor de kwelder kon groeien. Na AD 250 werd de oostelijke hoogte uitgebreid naar het zuiden.
Tussen 550 en 650 AD bestond de terp uit ten minste vier bewoonde hoogtes. Op het westelijk deel van de oostelijke hoogte stonden met turf gemaakte woningen, die door sloten werden gescheiden. De grond om de nederzetting heen liep af naar een sloot met ten zuiden een vijver waar het vee kon drinken. Vanaf 650 tot aan de dertiende/veertiende eeuw zette de zuidelijke uitbreiding zich voort. 
Tijdens de vroege middeleeuwen werd een groot deel van de terp gebruikt als landbouwgebied en werden de gebouwen en huizen herbouwd aan  de rand van de terp.

## Vroegste bewoning
Al vanaf ongeveer 650 BC waren kolonisten tijdelijk aanwezig op de natuurlijke hoogtes. De vroegste permanente bewoning van Tjitsma begon in de Romeinse tijd omstreeks AD 50 en misschien nog iets eerder. Rond AD 400 was er een hiaat in de bewoning, dat vanaf AD 425 werd opgevuld  door migranten. Tussen 550 en 650 waren er ten minste vier hoogtes die werden bewoond door een elite met koninklijke allure. De terp bleef lang intensief bewoond en bewerkt. 

### Romeinse periode
In de eerste helft van de eerste eeuw AD had de kwelder zo’n niveau  bereikt, dat hij niet vaker dan ongeveer vijftig keer per jaar overstroomde. De bewoners bouwden hun huizen op kunstmatige verhogingen, zodat ze die overstromingen konden doorstaan  Vanaf 175 AD had de Tjitsmaterp twee rechthoekige hoogtes elk met een boerderij. Die hoogtes werden bedekt met zoute kwelderzoden. De oriëntatie van de gebouwen was noordnoordoost. 
Naast het eigen handgemaakte aardewerk waren de Romeinse terra nigra kommen in trek voor huishoudelijke gebruik, maar verder had men weinig contact met andere regio’s. Omstreeks 300/325 AD, misschien nog iets later, verlieten de bewoners de terp. De oorzaak hiervoor is onduidelijk. Misschien was er een verband met de verzwakking van het Romeinse rijk of waren de leefomstandigheden verslechterd. 

### Migratieperiode

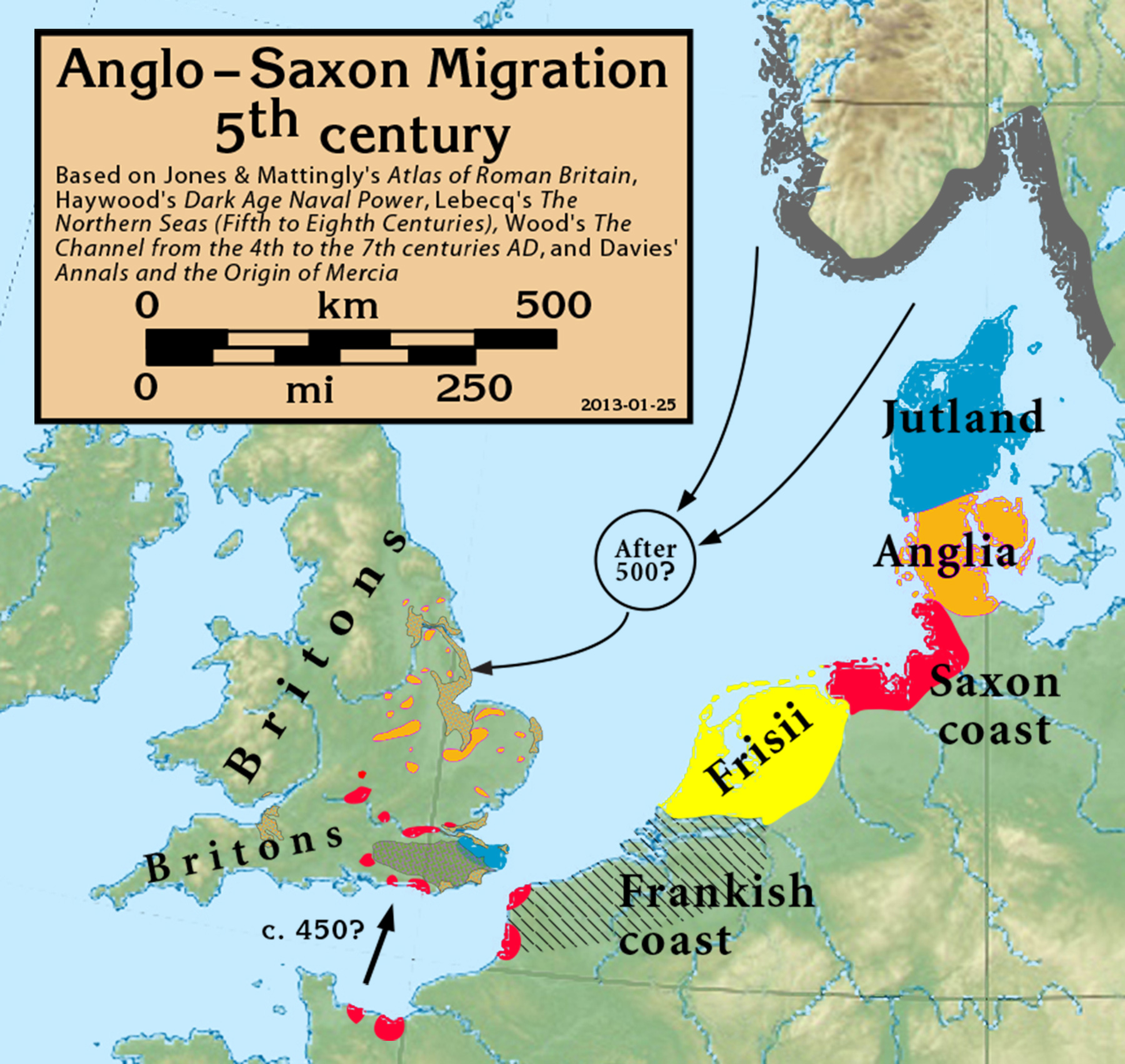
Migratie van de Angelsaksen in de 5e eeuw

Omstreeks 425 AD vestigden zich nieuwe bewoners. Ze waren afkomstig uit Noord-Duitsland (Angelsaksen) maar noemden zich Friezen, naar het gebied waar ze zich vestigden. Zij richtten de nederzetting iets anders in en de oriëntatie werd noordnoordwest. Ze bouwden drie tot vijf boerenplaatsen, elk met een afzonderlijke woning. Er ontstond een gelaagde gemeenschap met een kleine elitaire bovenlaag. Het aantal bewoners groeide, de huizen werden dichter op elkaar gebouwd en de terp werd verder naar het zuiden uitgebreid. Het noordelijk deel werd gebruikt als bouwland.

## Status en macht
In de zesde en zevende eeuw had op Tjitsma de elite een aanzienlijke status en macht verworven. Wijnaldum was een levendig politiek centrum geworden, een koninkrijk met intensieve contacten met andere koninkrijken langs de Noordzeekusten. Wijnaldum lag op een strategische positie tussen de westelijke en noordelijke Frieslanden, met het Frankische koninkrijk in het zuiden en de Angelsaksische en Scandinavische koninkrijken aan de Noordzeekusten.
Bij Wijnaldum was een kerngebied ontstaan van een sociaal-politiek netwerk, waarvan Tjitsma het centrum vormde. Het kerngebied strekte zich uit over verschillende terpen op de Wijnaldumer kwelderrug. Het werd bijeen gehouden door trouw en uitwisseling van geschenken. In het kerngebied waren die geschenken koninklijke juwelen. Hoe verder van het kerngebied, hoe lager de waarde van de geschenken. In regio’s direct grenzend aan het kerngebied (de rest van Westergo en Oostergo) waren het aristocratische juwelen versierd met filigrain. In de verdere buitenring (Groningen) ging het om eenvoudige en kleine sieraden en gouden munten.
Het terpgebied was in de vroege middeleeuwen verbonden met het handelsnetwerk langs de Noordzeekust en de terp Tjitsma lag daarvoor op een uitstekende plek. De lokale elite profiteerde van die gunstige ligging  aan een scheepvaartroute. Daarlangs kwam goud en luxe en uit het Rijnland uit de omgeving van Mayen veel aardewerk. Aardewerk gemaakt op een draaischijf was favoriet en werd ingevoerd. Wijnaldum werd de spin in het web bij de grootschalige aardewerkimport en de distributie ervan naar de andere regio’s. Na AD 650 daalde de aardewerkimport drastisch en werd handgemaakt aardewerk weer de norm in noordelijk Nederland en noordwestelijk Duitsland.

## Vissen, vogels en zoogdieren
Er werden bij de opgravingen opmerkelijk veel visgraten gevonden, dus vissen waren belangrijk. Platvis en aal kwamen het meest voor en verder kabeljauw, geep en harder. Ook werden er botten gevonden van een bruinvis, een grijze zeehond en een walvis.
De meeste wilde vogels die werden gevangen waren eenden, ganzen, zwanen en waadvogels. Het uitbroeden van eieren kwam vrij veel voor.
De belangrijkste zoogdieren voor de bewoners waren schapen en koeien. Varkens, paarden, honden en katten kwamen veel minder voor en van wilde zoogdieren werd er maar weinig teruggevonden. Jacht was geen hoofdactiviteit van de terpbewoners. De melkproductie van koeien stond centraal, maar hun vlees en trekkracht waren ook bijzonder waardevol. Verder waren van de zoogdieren hun beenderen, pezen en mest goed bruikbaar. 
Van schapen was waarschijnlijk het vlees aanvankelijk belangrijker dan de wol, maar in de vroege middeleeuwen nam het aantal schapen flink toe en dat kan te maken hebben met de mogelijkheden om in wol en wollen producten te handelen.

## Planten en cultuurgewassen
Rond Wijnaldum lag een open landschap met weinig bomen en struiken. Dominant waren de grassen en de zegges. Van els, berk, hazelaar en wilg werden in het pollenonderzoek sporen gevonden. Bijzonder was de aanwezigheid van haagbeuk, omdat die eerder niet in Nederland voorkwam.
In elk pollenmonster kwam stuifmeel van granen voor. Rogge kon daaruit met zekerheid worden vastgesteld. Uit ander onderzoek bleek dat ook gerst en emmertarwe voorkwamen. Gerst kon goed tegen zout, de tarwe minder en dat werd later op de hoger gelegen terp geteeld. In enkele monsters zaten pollen van het Cannabis-type, afkomstig van hennep of hop.

## Ambachten

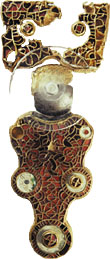
Fibula van Wijnaldum

Tijdens de Romeinse periode werd al op kleine schaal ijzer en koper bewerkt. Naast gesmolten stukjes koper (misschien omgesmolten  Romeins kopergeld) werden ook gesmolten stukjes lood gevonden. Vanaf de migratieperiode nam de ambachtelijke productie toe.
In de tweede helft van de zesde eeuw maakten goud- en zilversmeden hoogwaardige producten in een regionale Friese stijl. De gevonden beugelschijffibula en de gouden zwaardknop zijn daarvan de sprekendste voorbeelden. De edelsmid was een professionele en gespecialiseerde ambachtsman, niet een boer die het erbij deed. De beugelschijffibula imponeerde niet alleen door pracht en magische flonkering van de ingelegde granaatjes maar ook door haar goddelijke, wellicht angstaanjagende boodschappen die dubbelzinnig waren en door de tijdgenoten beter begrepen zullen zijn dan nu door ons. De sacrale functie was het belangrijkste.
Verder beheerste men op Tjitsma het bronsgieten en het produceren van glazen kralen. IJzersmeden maakten producten voor huishoudelijk gebruik of voor lokale distributie.
De productie van wollen en linnen textiel lijkt vooral voor huishoudelijk gebruik te zijn geweest. Maar gezien de grote hoeveelheden kleien gewichten voor weefgetouwen voor wollen textiel is het mogelijk dat men meer produceerde om te kunnen ruilen tegen Frankisch aardewerk en andere producten.
De benen kammen werden waarschijnlijk alleen voor lokaal gebruik gemaakt. De vondst van een pen, gemaakt uit een gewei, om de snaren van een lier te stemmen wijst op een hoge status van de bewoners. De productie van wollen en linnen textiel lijkt vooral voor huishoudelijk gebruik te zijn geweest, hoewel de grote hoeveelheid gewichten van klei voor een weefgetouw voor de wollen textiel wellicht meer dan de lokale behoefte werd gemaakt om te ruilen tegen Frankisch aardewerk en andere producten.

## Bewoning vanaf dehoge middeleeuwen
Het hoofdelingengeslacht Te Nyenhuis bezat ook hun Oldenhuis met stinswier en hoorde bij de oude Friese adel. Onder hun bezittingen bevond zich de Tjitsmaterp in Wijnaldum. Tiets Sickes te Nyenhuis trouwde met Schelte III van Liauckema en hun zoon Epe erfde onder meer de Tjitsma sate. 
De eigenaren verpachtten de sate en de eerst bekende pachter aan het begin van de 16e eeuw was Geert Hessels weduwe. In 1627 werd het landgebruik verpacht aan Sierck Jarischs en tot 1712 bleef het gebruik in handen van zijn familie. In 1850 ging de eigendom over van de Liauckema’s naar Adolf Meinardus Knottnerus en was de gebruiker Sijbe Sijbesma. Deze gebruiker en zijn opvolgers boden tussen 1875 en 1920 terpaarde te koop aan. 
In de tweede helft van de 20e eeuw bewoonde de familie Bergmans de boerderij op de terp. 